# 토씨 (소셜 네트워크)
토씨(tossi)는 한국의 통신사 SK텔레콤이 2007년 설립한 유무선 연동 소셜 네트워킹 서비스, 마이크로 블로그 서비스이다. 모든 이동전화 가입자를 대상으로 한다는 것 외에도 유선은 물론 이동중에 무선으로 바로바로 글을 올릴 수 있고, 올린 글을 친구들에게 동시에 바로 전송할 수 있다는 특징을 지녀 당시 언론의 관심을 끌었다. 친구들과 관계지수(RQ)를 확인해보고 연락이 뜸했던 친구들을 챙기는 등 인맥관리를 할 수도 있다. 서비스 업체인 SK텔레콤은 "토씨의 공유포스팅 기능을 이용하면 친구의 토씨사이트에 동시 포스팅이 가능하고, 친구의 친구까지 포스팅을 전파할 수 있다"면서 "약속을 잡거나 지인들에게 널리 알려주고 싶은 글은 문자메시지나 메신저를 통해 알려줄 수도 있다"고 설명했다. 휴대전화 폰주소록과 네이트온 등의 메신저에 등록된 지인들을 토시 서비스로 연동, 이용자의 모든 인맥을 통합 관리할 수 있다. 지인의 관심사, 연락빈도 등 다양한 지표를 통해 지인들과의 관계를 측정하는 것이 '관계지수'로 나타난다.
그러나 2012년 10월 1일 SK플래닛이 서비스를 종료시켰다.

## 같이 보기
- 트위터
- 페이스북
- 미투데이